# 迪布羅瓦 (多利納市鎮)
49°0′33″N 23°58′48″E / 49.00917°N 23.98000°E
迪布羅瓦（烏克蘭語：Діброва），是烏克蘭的村落，位於該國西部伊萬諾-弗蘭科夫斯克州，由卡盧什區多利納市鎮負責管轄，面積3.18平方公里，2001年人口308，人口密度每平方公里96.9人。